# Gólya Szövetkezet
A Gólya Szövetkezet egy 2012-ben alapított közösségi vállalkozás.  A tagjai közösen elfogadott célok és küldetés alapján szervezik a munkájukat, három területen: vendéglátás, biciklis futárszolgálat, építés/lakásfelújítás.

## Története
A szövetkezet 2012-ben alakult meg, akkor még 6 tag alapításában, akik a gazdaság demokratizálásáért kezdtek el ilyen formában dolgozni.
Első helyszín a Budapest IX. kerületi Mátyás utcában található Frisco Kávézó volt, ahol vendéglátó helyet és közösségi teret üzemeltettek, ami a 2010-es évek elején kialakuló baloldali – az alterglob mozgalmakból, a világrendszer elméletből és a demokratikus szocializmusból táplálkozó – szervezetek találkozási és önszerveződési helyének egyik fontos pontja kívánt lenni.
2013-ban a szövetkezet a Budapest VIII. kerületi Bókay János utcába, a sok évtizede ott álló Gólya Presszó épületébe költözött, melynek felvette nevét. Itt a vendéglátás és a közösségi tér kapacitásai és funkciói tovább bővültek – konyhát és szövetkezeti napközit alapítottak, a tagság száma pedig a duplájára nőtt. 2018–2019-ben – józsefvárosi gentrifikációs trendeknek megfelelően – a Gólyának tovább kellett állnia a Budapest VIII. kerület Orczy út 46–48. alá.
Ezúttal azonban a szövetkezet egy közösségi tulajdonú ingatlanfejlesztésbe kezdett. A józsefvárosi GANZ-telep szélén egy korábbi ipari épületrész felújításával – önerőből és sok közösségi, szimpatizánsi segítség mentén – megalapozták a szövetkezet további bővülését, emellett a 8 kulturális, társadalmi célú szervezetnek otthont adó Kazán Közösségi Ház létrejöttét. 2020-ban a szövetkezeti tagság építő-karbantartó és teherkerékpáros futár blokkot fejlesztett a vendéglátás mellé.
A három gazdasági egység 2024-re külön tagszövetkezetté vált, melyek: a Gólya Futár, a Gólya Építők és a Gólya Közösségi Ház és Szövetkezeti Presszó. A három egység szövetkezeti föderációba tömörül. A Gólya Futár 2024-ben már saját helyiségbe költözött a Budapest VIII. kerület Orczy út 45. szám alá. A futárszolgálatnál 15-en, az építő brigádban 11-en, a vendéglátásban 18-an dolgoznak. A szövetség munkájában jelenleg 50 fő vesz részt.

## Szervezeti struktúra
A Gólya Szövetség jelenleg 3 egyenlő tagszövetkezetből áll, de önálló munkát végez a szövetségi szint is. Az egyes tagszövetkezetek tagsága szövetkezeti, teljes jogú tagokból, tagjelöltekből és lazábban kapcsolódó munkatársakból áll.
Egy tagszövetkezetnek saját munkaerőgazdálkodási, munkaszervezési, pénzügyi-finanszírozási, kommunikációs, a fizikai és szervezeti feltételeket karbantartó, üzemeltető, szakmai és koordinációs alapegysége (munkacsoportja) van. Ezen felül pedig mindegyikük működtet mentorációs (a tagjelöltek integrációját segítő) szomszédsági (a társadalmi környezetbe való integrálódást segítő), személyközi visszajelző, közösségépítő programokat.
A tagszövetkezetek autonóm egységei szükség esetén különböző szakfórumokon egyeztetnek. A munkavégzés alapköve a gyűlés, ami egyesével a munkacsoportok és összegezve a tagszövetkezetek esetében igazgat és dönt. A munkaszervezés alaptevékenysége pedig a koordináció, ami egyszerre jelenti a személyes autonómia és felelősség körét, a választott munkaterületen belüli szakmai részvételt és a rotálódó igazgatási szerepeket. A rendszer az egyén tevékenységének a lehető legtöbb formáját igyekszik a közöshöz adni; a közös konszenzusos  döntéshozásban pedig minden tag és tagjelölt részt vesz.
A tagszövetkezetek a szövetségi szintű ügyek megtárgyalására delegáltakat biztosítanak, illetve a szövetségi szinten minden negyedévet vetésforgóban egy tagszövetkezeti küldöttség koordinál. A delegáltak képviselik a tagszövetezeti tagságot, összekötőként működnek a szervezeten belül. A delegáltság rotálódik és minden esetben visszahívható. A teljes szövetséget érintő ügyekben a teljes tagság a bázisdemokráciát támogató Loomio felületen dönt, itt történnek a hasonló ügyek döntés-előkészítései is (amiket különböző szervezeti egységek terjeszthetnek be). Illetve minden egyes tagszövetkezetnek megvan a saját Loomio fikókja is.
A tagszövetkezetek a szövetség számára méretarányosan munkaerőt és egyéb erőforrásokat szolgáltatnak be. A szövetség ebből finanszírozza a kölcsönös segítségnyújtás rendszereit, a szövetségi szintű munkát, a közös tulajdonnal járó költségeket és a közös infrastrukturális vagy szervezeti fejlesztéseket.
A szövetségi intézmények egy része delegálti alapon működik. A tagszervezetek embert biztosítanak a közös pénzügyek és finanszírozás kezelésére, ők készítik a szövetségi költségvetési tervet és ők adnak közérthető jelentést a szövetség finanszírozási állapotról, továbbá ide érkezik be az pénzösszeg, amit a tagszövetkezetek előzetes tervük alapján, a fizetéseken, működési költségen felül a közösbe adnak. Delegáció szükséges a szövetségi közösségépítésbe is, ami a szervezeten belül közel és távol dolgozók elvtársias, testvéries emberközi viszonyait ápolja. Hasonlóan minden egység részt vesz a szociális bizottság munkájában, ami az újraelosztás szükség alapú formálja - a puszta egyenlőségnél igazságosabb fizetést biztosít a nehéz élethelyzetek megsegítéséért. Illetve mindenki küld embert az etikai és nővédelmi bizottságba is, aminek célja a nemi egyenlőség munkahelyi megteremtése és a nőket ért (strukturális) sérelmek és hátrányok megelőzése, felszámolása.
Ezek mellett vannak olyan szövetségi intézmények, ahol az egyes tagok érdeklődés és elhivatottság alapján vesznek részt. Ilyen a szomszédsági program központi verziója, ami a szomszédsági szervezést tűzte ki célul; a szövetkezeti hálózatosodás lehetőségeivel foglalkozó munkacsoport; valamint a közös tulajdonú speciális infrastruktúrák (pl. épületek, szervezeti modellek) üzemeltetéséért és fejlesztéséért felelős szerv.

## Gazdasági struktúra
A Gólya Szövetkezet egy dolgozói tulajdonú szövetkezeti rendszer, ami történeti és jelenlegi viszonylatban is sajátos, újraértelmezett gazdálkodási egység a kelet-európai félperifrérián (ellentétben az államszocialista időkben szervezett állami tulajdonú, az Európai Unió által időnként támogatott, jórészt önkormányzati tulajdonú vagy a Nyugaton gyakori "részvénytársaság" jellegű szövetkezetekkel).
A munkában, irányításban, tervezésben és döntéshozásban a dolgozó tagság egyenlően vesz részt. Rajtuk kívül a szervezet részei a munkaidő-befektetés ellenében bevonódó tagjelöltek, akik elkötelezettek a taggá válás irányába. Egyéni kérés esetén a szövetkezet munkájába részmunkaidőben (nem tagként) is lehet társulni (ez viszont szűkebb szervezeti beleszólást eredményez).
A Gólya olyan értelemben nonprofit gazdálkodó szervezet, melyben a terveken alapuló kiadásai a tagság és a tágabb közösség javát szolgálja. A keletkező többletet a közös tulajdon és termelőeszközök fejlesztésére, a tagi jólét megtartására és tágabb társadalmi-gazdasági célokra használja.
A Gólya tágabb társadalmi-gazdasági küldetése röviden egy szolidáris gazdasági rendszer felállításában fogható meg. A szolidáris gazdaság olyan rendszeralternatíva, melyben a termelés a végtelen tőkefelhalmozás helyett az embereket, az ökológiai fenntarthatóságot, a társadalmi igazságosságot és egyenlőséget szolgálja.
A Gólya programja - bár szem előtt tartja a roachdale-i alapelveket - egy antikapitalista program, kapitalista viszonyok közé ágyazódva. A munkát szabadon társult (bár nem felszabadított) munkaként fogja fel, ami egyesíti a kapitalista rendszerben kikényszerített (fizikai és szellemi) produktív munka minél egyenlőbb teherelosztását, a reproduktív munka láthatóvá tételét, megbecsülését, tőkelogika alóli kiszervezését és a nem-produktív (nem árutermelő) tevékenységek támogatását. Mindezt igyekszik az emberi szükségletekre és képességekre vonatkozóan méltányosan megszervezni és végrehajtani.

## Tevékenység
A szövetsége tevékenységei 3 tagszövetkezetre és 1 szövetségi irodára oszthatók.
- Gólya Építők (GÉP): lakásfelújítások, generálkivitelezés, a közös tulajdon műszaki karbantartása és fejlesztések kivitelezése
- Gólya Futárszolgálat: teherkerékpáros szállítás Budapesten belül (csomagszállítás, ételszállítás, fenntartható élelmiszerek szállítása), a teherkerékpáros flotta használatának biztosítása a teljes tagság számára
- Gólya Közösségi Ház és Szövetkezeti Presszó: helyi közösségi és a Gólyával szövetséges programok befogadása és szervezése, rendezvényszervezés és lebonyolítás, koncerthelyszín, kocsma, ifjúsági klub.
A szövetségi szint pedig a háttérirodai és üzemeltető feladatok mellett a Gólyán túlmutató küldetés céljainak összehangolásáért is felel.

## Forrás
- A Gólya Szövetkezet honlapja
- We Love Budapest cikk a Gólyáról
- ittlakunk.hu cikk a Gólyáról
- Facebook
- Instagram
- Squat Radar

## Kapcsolodó oldalak
- Szövetkezet
- Közös tulajdon
- Társadalmi szervezet
- Budapest VIII. kerület